# Testudinalia testudinalis
Acmée à écaille de tortue
Espèce
Testudinalia testudinalis, aussi connue sous le nom d'acmée à écaille de tortue, est une espèce de mollusques gastéropodes marins de la famille des Lottiidae.